# Круа-Бельё-Медави (стадион)
Круа-Бельё-Медави (фр. Stade Croix-Bleue Medavie), ранее Монктон (фр. Stade Moncton) — стадион в кампусе Монктонского университета в Монктоне, Нью-Брансуик, Канада, построенный для проведения чемпионата мира по легкой атлетике среди юниоров 2010 года. Стадион стоимостью 17 миллионов долларов открылся в 2010 году. Вместимость стадиона колебалась в начале строительства (первоначальные планы предусматривали до 28 000 мест). Стадион имеет 8300 постоянных мест и может быть расширен до 25 000 за счет временных мест. Это домашнее поле для футбольной команды Moncton Aigles Bleus.

## Строительство
Строительство компанией Acadian Construction началось 22 апреля 2009 года и было полностью завершено в июле 2010 года, как раз к чемпионату мира по легкой атлетике среди юниоров 2010 года.